# Kościół św. Barbary w Wałbrzychu
Kościół świętej Barbary – rzymskokatolicki kościół parafialny należący do dekanatu Wałbrzych-Północ diecezji świdnickiej. Znajduje się w dzielnicy Stary Zdrój.

## Historia

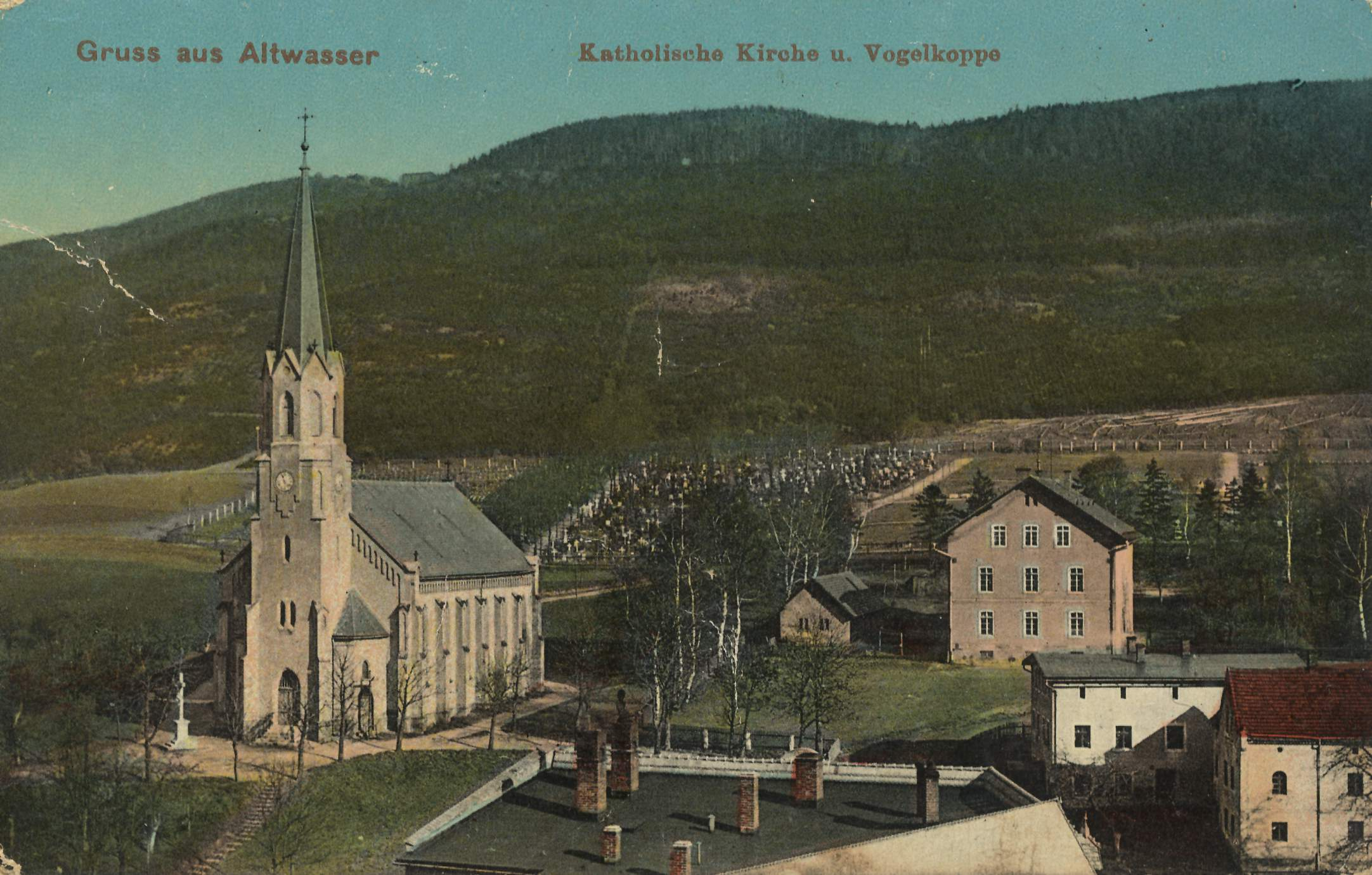
Kościół ok. 1900 roku

Świątynia została wzniesiona w 1870 roku w stylu neogotyckim. Posiada wysoką dzwonnicę z zegarem umieszczonym z przodu budowli. świątynia została zbudowana dla liczących w tym czasie 3000 osób, katolickich mieszkańców Starego Zdroju.
W kościele znajdują się organy wykonane w 1931 roku przez firmę W. Sauer Jnh. Dr Oscar Walcker z Frankfurtu nad Odrą. Instrument posiada 27 rejestrów oraz pneumatyczne: trakturę gry i trakturę rejestrów.
Świątynia figuruje w gminnej ewidencji zabytków dla gminy Wałbrzych.

## Galeria

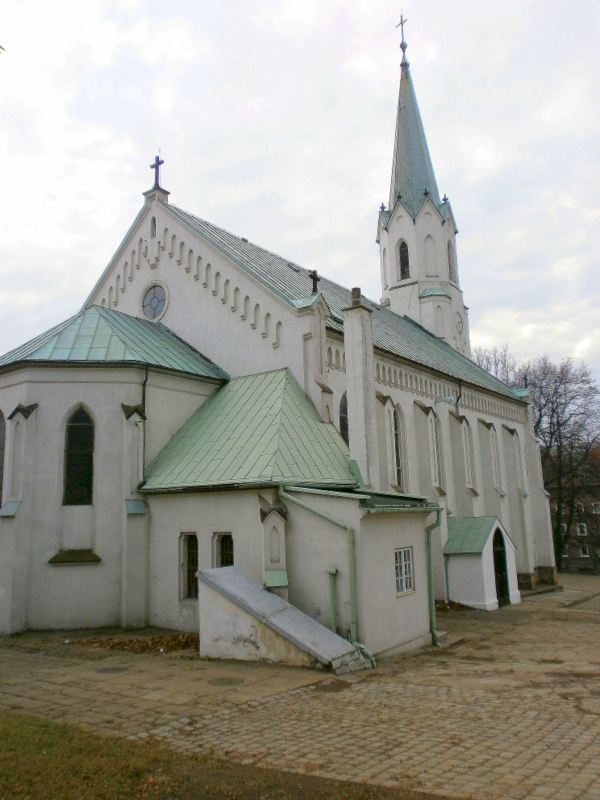
Widok kościoła
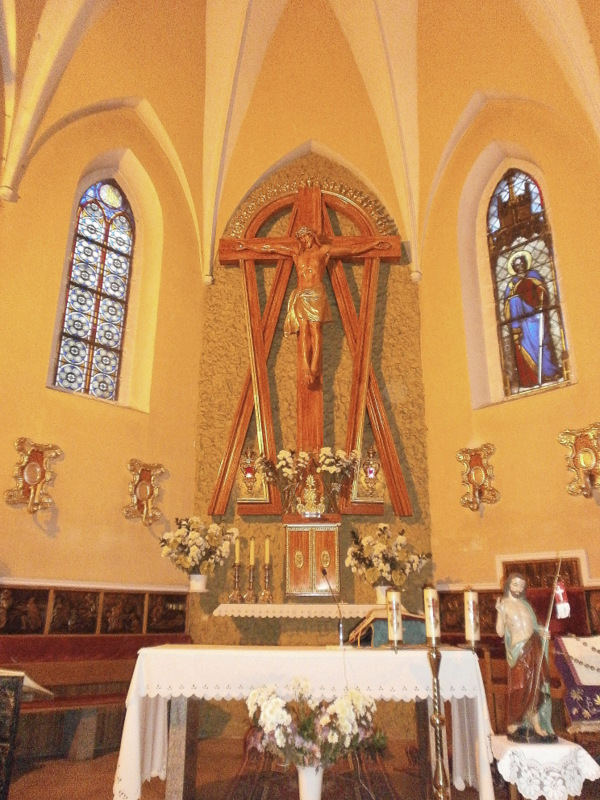
Ołtarz główny
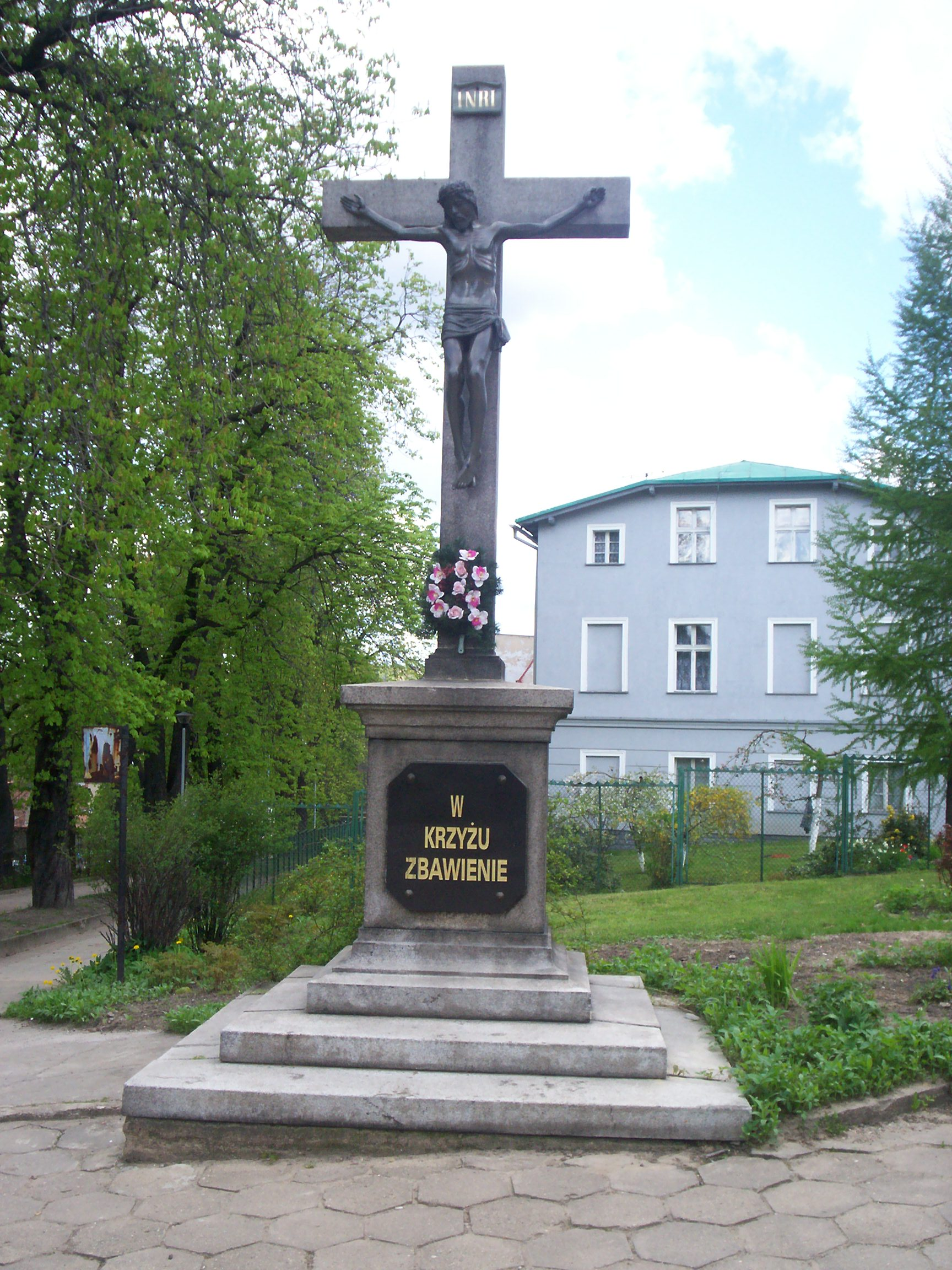
Krzyż obok kościoła